# Cheironitis furcifer
Cheironitis furcifer är en skalbaggsart som beskrevs av Rossi 1792. Cheironitis furcifer ingår i släktet Cheironitis och familjen bladhorningar. Inga underarter finns listade i Catalogue of Life.

## Bildgalleri

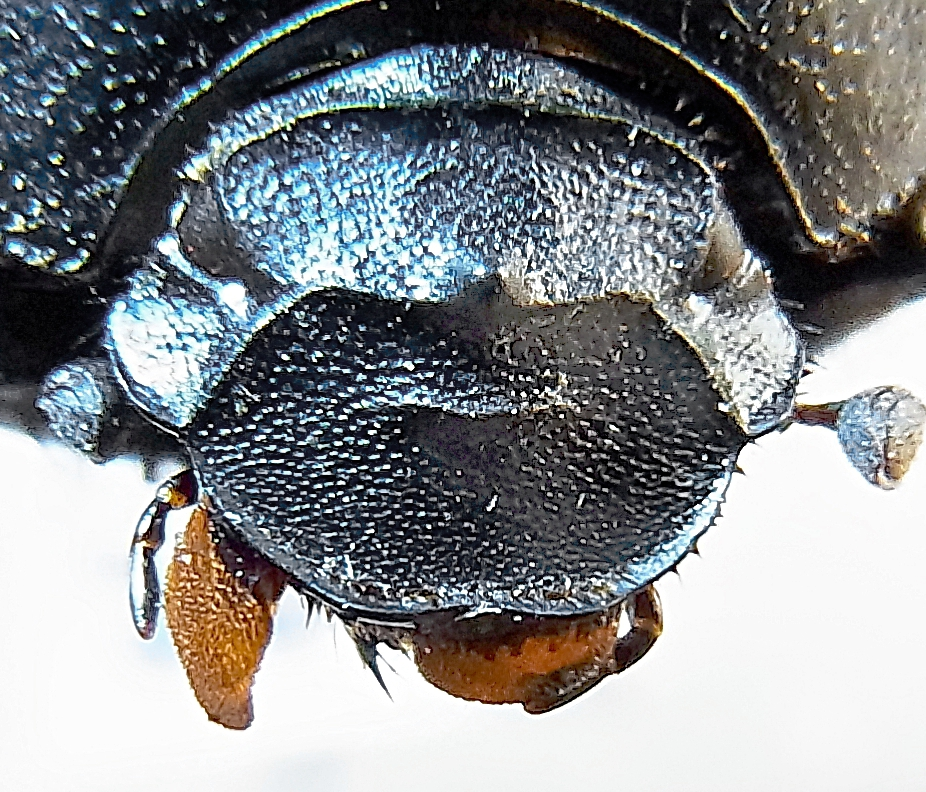
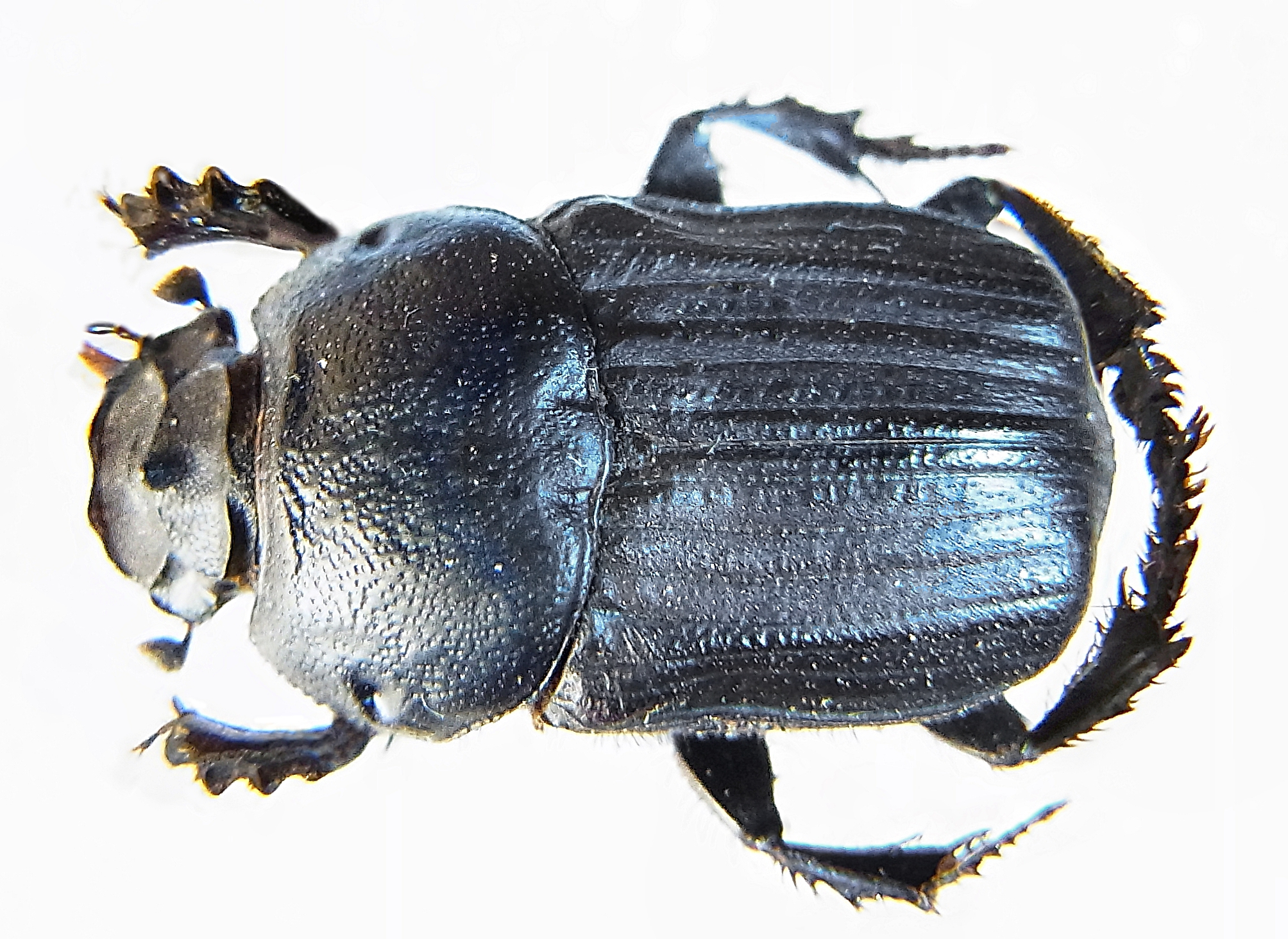
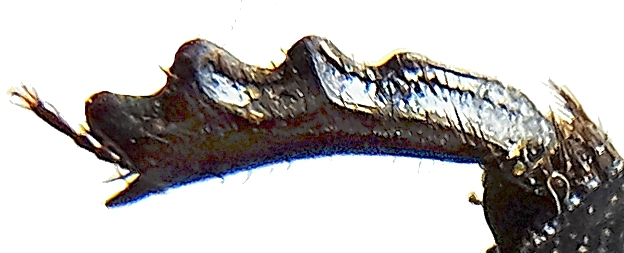
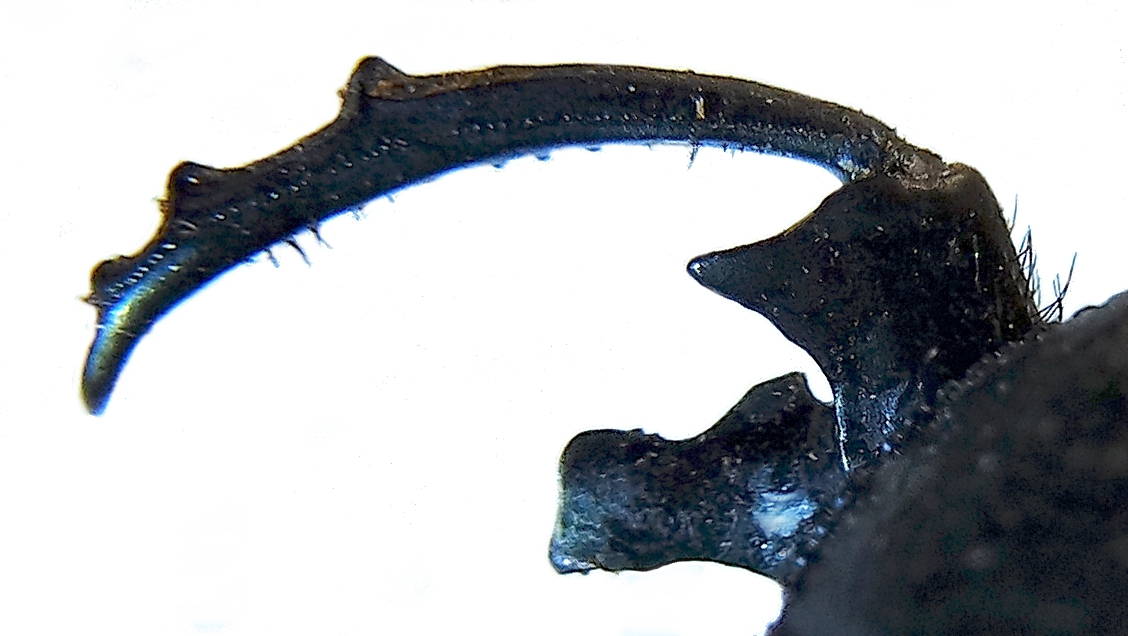
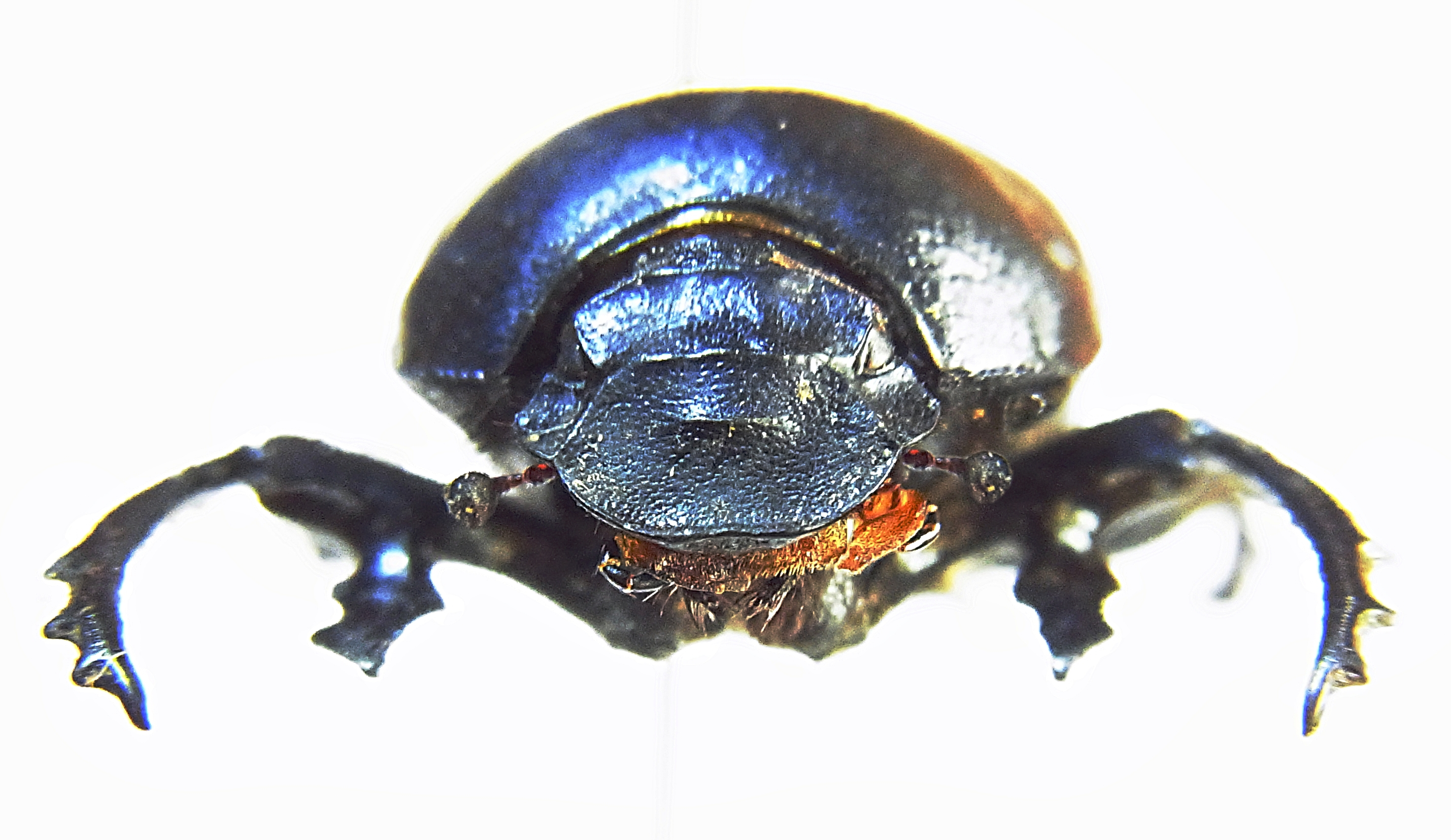
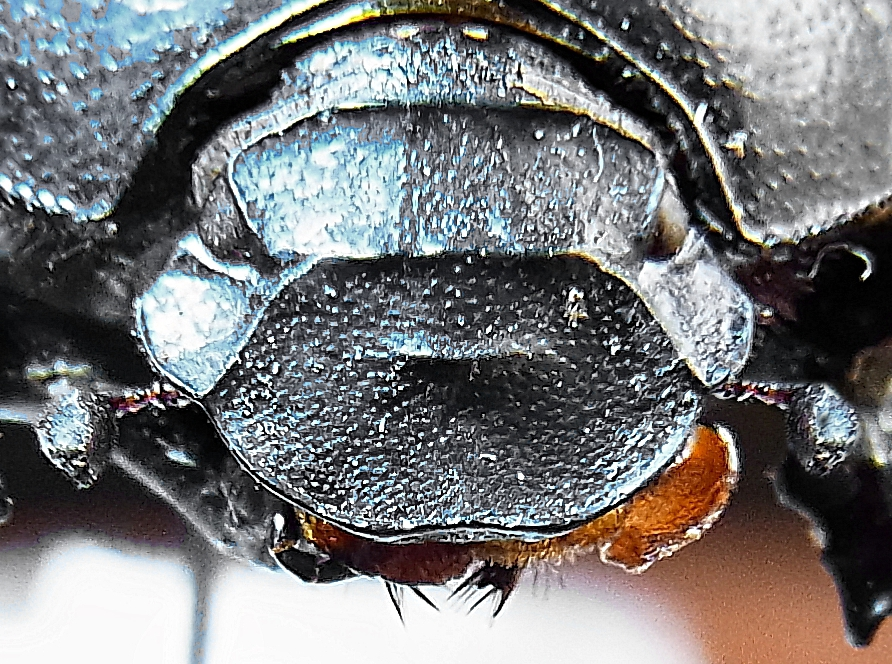